# Pablo Armitano
Pablo Armitano (* 25. November 1924 in Puerto Cabello; † 10. Februar 1998 in Caracas) war ein venezolanischer Trompeter, Militärkapellmeister und Musikpädagoge.
Armitano studierte Musik an der Escuela de Música Militares del Ejército bei Carlos Bonnet und an der Escuela de Música J. A. Lamas. Von 1940 bis 1946 war er Erster Trompeter der Banda del Regimiento de Artillería Ayacucho No. 1. Von 1960 bis 1967 leitete er das Orchester des Regiments Bolívar No. 3, von 1961 bis 1967 das Orchester der Ehrengarde des Präsidenten der Republik.
Er trat mit den Orchestern von Luis Alfonzo Larrain (1946–49), Aldemaro Romero (1949–51) und Pedro J. Belisario (1951–55) auf und leitete von 1955 bis 1960 ein eigenes Orchester. Ab 1964 war er Trompeter im Orchester von Venevisión. Von 1979 bis 1981 war er Mitglied des Philharmonieorchesters von Caracas.